# باد زالتسیگ
باد زالتسیگ (به آلمانی: Bad Salzig) یک منطقهٔ مسکونی در آلمان است که در بوپارد واقع شده‌است.
 باد زالتسیگ  ۲٬۵۸۹ نفر جمعیت دارد.